# Baia di Curtiss
La baia di Curtiss (in inglese Curtiss Bay), centrata alle coordinate (64°02′S 60°47′W), è una baia larga circa 4 km situata sulla costa di Davis, nella parte nord-occidentale della Terra di Graham, in Antartide. La baia si trova in particolare a nord della penisola Chavdar ed è delimitata da capo Sterneck e da capo Andreas.
Nella baia, o comunque nelle cale presenti sulle sue coste, si gettano il ghiacciaio Pirin, il ghiacciaio Samodiva e la cappa di ghiaccio Tumba

## Storia
La baia di Curtiss era precedentemente indicata come "Baia Inutile" su una mappa dell'Argentina risalente al 1957. Nel 1960 il Comitato britannico per i toponimi antartici decise di rinominarla con il suo attuale nome in onore di  Glenn Curtiss, un ingegnere aeronautico americano pioniere nel volo con gli idrovolanti dal 1911 in avanti.